# Municipio de German (condado de Bartholomew)
El municipio de German (en inglés: German Township) es un municipio ubicado en el condado de Bartholomew en el estado estadounidense de Indiana. En el año 2010 tenía una población de 7093 habitantes y una densidad poblacional de 87,41 personas por km².

## Geografía
El municipio de German se encuentra ubicado en las coordenadas 39°18′38″N 85°56′41″O / 39.31056, -85.94472. Según la Oficina del Censo de los Estados Unidos, el municipio tiene una superficie total de 81.14 km², de la cual 80.88 km² corresponden a tierra firme y (0.32%) 0.26 km² es agua.

## Demografía
Según el censo de 2010, había 7093 personas residiendo en el municipio de German. La densidad de población era de 87,41 hab./km². De los 7093 habitantes, el municipio de German estaba compuesto por el 86.3% blancos, el 1.02% eran afroamericanos, el 0.42% eran amerindios, el 0.51% eran asiáticos, el 0.1% eran isleños del Pacífico, el 10.18% eran de otras razas y el 1.48% pertenecían a dos o más razas. Del total de la población el 16.11% eran hispanos o latinos de cualquier raza.